# Christian Martínez (salwadorski piłkarz)
Christian Alonso Martínez Mena (ur. 19 kwietnia 1994 w Liberii) – kostarykańsko-salwadorski piłkarz występujący na pozycji defensywnego pomocnika, reprezentant Salwadoru i były reprezentant Kostaryki, od 2023 roku zawodnik kostarykańskiego Cartaginés.
Jego ojciec pochodzi z Salwadoru. W 2021 roku, niedługo po debiucie w seniorskiej reprezentacji Kostaryki, zdecydował się ostatecznie na występy w reprezentacji Salwadoru.